# Pleospora arctica
Pleospora arctica är en svampart som tillhör divisionen sporsäcksvampar, och som beskrevs av Petter Adolf Karsten. Pleospora arctica ingår i släktet Pleospora, och familjen Pleosporaceae. Arten är reproducerande i Sverige.